# ミール・タキー・ミール

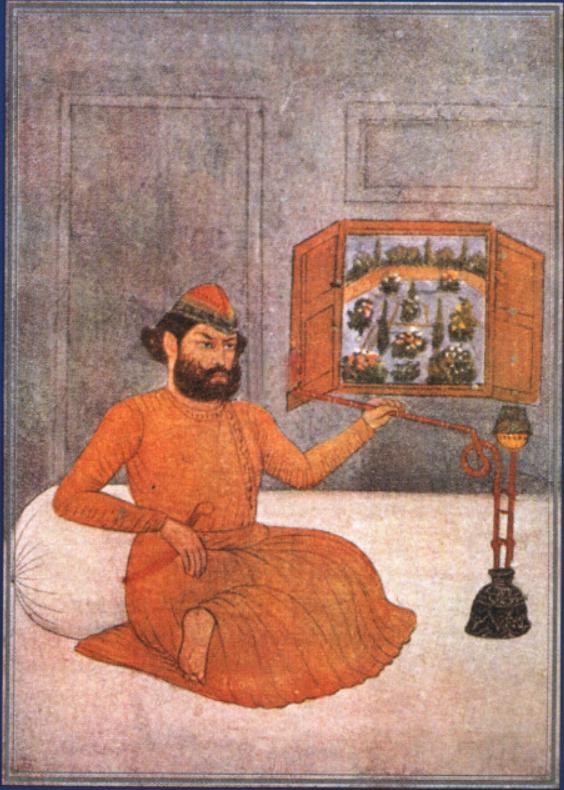
ミール・タキー・ミール

ミール・タキー・ミール（ ウルドゥー語： مِيرتقى مِير  、1723年 - 1810年）は、インドの詩人。本名は、ムハンマド・タキー（ ウルドゥー語： مُحَمَّد تقى）。ウルドゥー文学において、ガザル（抒情詩）の巨匠として知られる。

## 生涯
アーグラの出身。先祖はアラビア半島から移住し、曽祖父の時代にアーグラに定住した。義兄と仲が悪く、自活するためムガル帝国の首都デリーへ行くが、生活がうまくゆかず幻覚を見るようになる。ミールは幻覚で現れた人物に恋をし、この体験がもとで詩作を始めるようになった。ウルドゥー詩に熱心だった義理のおじであるハーネ・アールズーの影響も受け、ウルドゥー詩で名声を得た。有名な文人となった後はムガル帝国の高官の庇護を受け、時には戦闘にも参加した。のちにアワド太守の誘いを受けてラックナウへ移住し、そこで晩年をすごした。

## 作品
ミールの詩でもっとも有名なものはウルドゥー語のガザルで、特に恋愛詩である。ミールのガザル詩集は6巻が残っており、恋の苦しみや悲しみを平易かつ親密な調子で語りかける作風で愛好されている。ガザル以外では、マスナヴィー形式による恋愛物語も有名である。
その他の著作として、ウルドゥー詩人の列伝『ニカートゥッシュアラー』( Nukat-us-Shura、「詩人たちの注目すべき諸点」の意味 )や、自伝『ズィクレ・ミール』( Zikr-e-Mir、「ミールの物語」 )があり、いずれもペルシア語で書かれている。

## 日本語訳著作
- 『ミール狂恋詩集』　松村耕光訳、〈平凡社東洋文庫〉、1999年、ISBN 4582806023, 全国書誌番号:97020644

## 関連文献
- 粟屋利江, 太田信宏, 水野善文（編）「言語別南アジア文学ガイドブック」、東京外国語大学拠点南アジア研究センター、2021年3月、doi:10.15026/100314、2022年9月3日閲覧。
- 鈴木斌「詩人ミールに就て」『印度學佛教學研究』第20巻第1号、日本印度学仏教学会、1971年、172-177頁、NAID 130004023011、2022年9月3日閲覧。